# Kattenholmolen

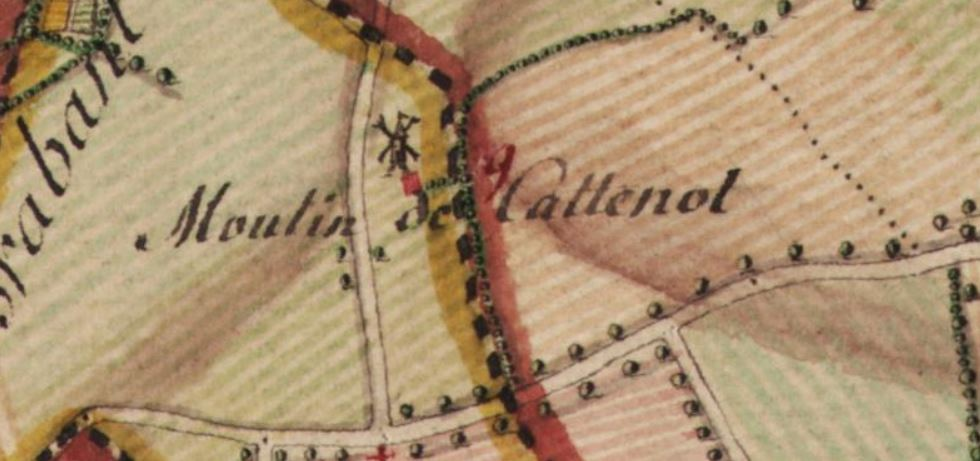
Molen zoals afgebeeld op de Ferrariskaart.

De Kattenholmolen was een windmolen gelegen op het hoogste punt van Beert in de Belgische gemeente Pepingen. De molen stond tevens gekend onder de namen Molen van Kattenhol en Molen Nerinckx. De Kattenholmolen was een houten staakmolen met open voet en verdween in 1941. Typisch voor de molen was de windveeg met ‘buik’ voor de plaatsing van het derde steenkoppel. Arduinen platen lagen op de teerlingen.

## Historiek
De Kattenholmolen duikt voor het eerst op in archivalische bronnen uit 1625. Het was een korenwindmolen uit hout. In 1768 bezat de molen twee steenkoppels: een achtermolen en een voormolen. Hij maalde toen onder meer koren, tarwe, mout en graan voor varkens.

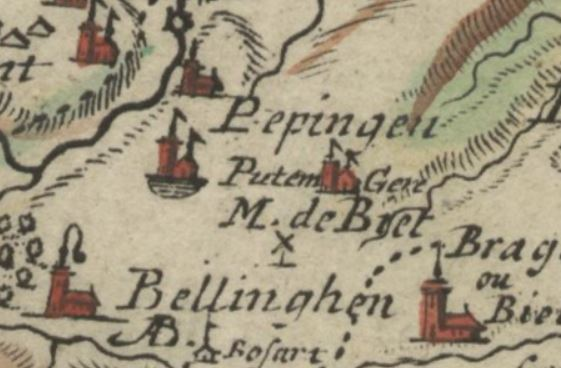
Molen op de kaart van Fricx (1712).

De molen dankt diens naam aan de plaats waar deze zicht bevond: het Kattenhol, dicht bij de grens tussen Beert en de naburige gemeenten Pepingen en Bellingen. Op de Frickxkaart uit 1712 wordt de molen eerst nog vermeld als “M(oulin) de Biet”. Op de Ferrariskaart uit 1775 staat hij reeds vermeld als “Moulin de Kattenhol”. Later wordt deze nog vermeld als “Kattenollemolen” (Atlas der Buurtwegen, 1842), “Katte Molen” (Vandermaelen, 1850) en als “Kattenolle F(er)me” (Popp, 1855).
Kattenhol is ook gekend als Kartenhof en zou verwijzen naar ‘gronduitholling bevestigd met paal- en rijswerk’. Op deze plaats zouden 2 heirbanen uit de Romeinse periode zich hebben gekruist. Het is een van de hoogste punten uit de omgeving.
In oktober 1918 plaatsten de Duitse troepen machinegeweren op de kap, maar de molen overleefde de Eerste Wereldoorlog. Ten tijde van de Tweede Wereldoorlog werd hij gesloopt (1941).

### Molenaars
De molen was eigendom van de heer van Beert. Zo was hij voor 1833 in gebruik door het maaldersgeslacht Schoonheyt. In 1656 was Jan Schoonheyt er mulder, in 1679 Gilles Schoonheyt waarna zijn zoon Laureys de molen overnam tot 1725. In dat jaar ging de molen over op diens zoon Jacobus. In 1768 is Jan Orincx er molenaar. Weduwe Orincx-Van Diest was er vervolgens actief tot 1833. In dat jaar wordt Jan Baptist Nerinckx-Orins, een landbouwer uit Beert eigenaar. Nog tot de Eerste Wereldoorlog zou de molen in eigendom blijven van de familie Nerinckx. In 1921 wordt de molen verkocht aan Eduard Decamps-Demol.

## Ontsluiting van de molen
De locatie is een halte op de Molenfietsroute Pepingen. Deze wandel-/fietsroute is een onderdeel van de Molenbox, ontwikkeld door de Erfgoedcel Pajottenland Zennevallei in 2009. In 2023 werd de voormalige molen door de gemeente Pepingen ontsloten via een QR-code.